# پارک ملی کازبگی
پارک ملی کازبگی (به لاتین: Kazbegi National Park) یک پارک ملی در گرجستان است که در متسختا-متیانتی واقع شده‌است.